# Valverde del Camino

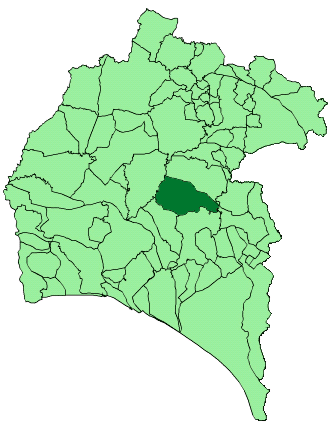
Bản đồ Valverde del Camino trong tỉnh Huelva

Huy hiệu Valverde del Camino

Valverde del Camino là một đô thị ở tỉnh Huelva, (Andalucía, Tây Ban Nha). Đô thị này nằm ở thung lũng các sông Tinto và sông Odiel. Đô thị này có diện tích 218,1 km2, dân số năm 2007 là 12.621 người. Valverde del Camino nằm ở độ cao 260 và có tọa độ là Tọa độ: Định dạng đối số không rõ
{{#coordinates:}}: vĩ độ không hợp lệ.

## Kinh tế địa phương
Hoạt động kinh tế chính của đô thị này là sản xuất đồ nội thất, ngành nông nghiệp, đặc biệt là trồng ngũ cốc và oliu.